# Orsonnens
Orsonnens (Ochounin  en patois fribourgeois) est une localité et une ancienne commune suisse du canton de Fribourg, située dans le district de la Glâne.

## Histoire
Située sur les flancs du Giboux, sur le versant est du vallon de la Neirigue, Orsonnens forme depuis le 1er janvier 2001 la commune de Villorsonnens avec Chavannes-sous-Orsonnens, Villargiroud et Villarsiviriaux.

## Archéologie
On y a trouvé des tertres (tumulus de la Civilisation de Hallstatt?) et nombreux fragments de tuiles romaines.

## Patrimoine bâti
Orsonnens est un site bâti se développant autour du Château d’En Haut et d’une église mentionnée déjà en 1137.

### Église

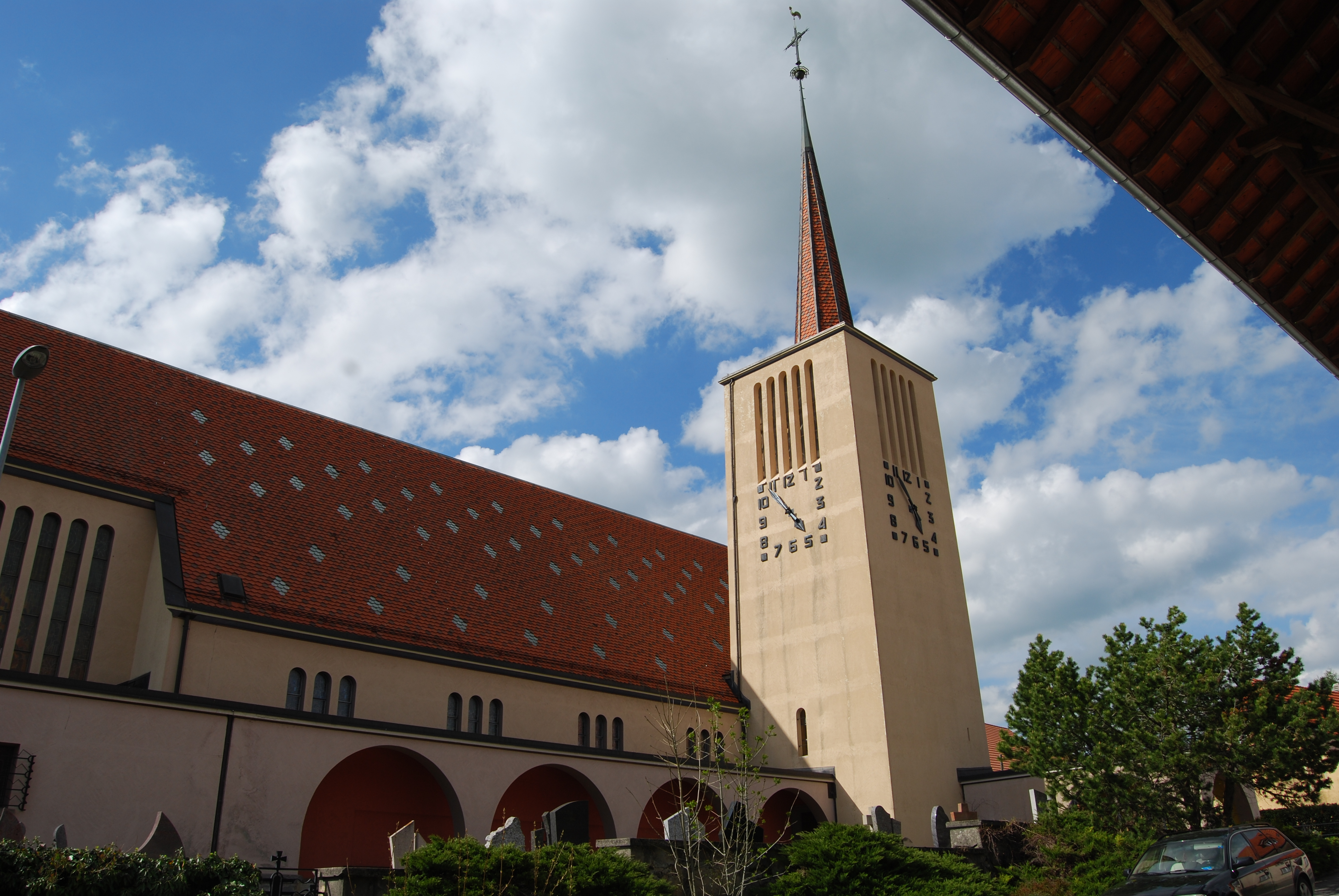

L'église Saint-Pierre-et-Paul, reconstruite en 1935-1936 par Fernand Dumas, est un véritable « Manifeste du renouveau de l’art sacré dans l'Entre-deux-guerres et l'une des plus belles réalisations du Groupe de Saint-Luc ». Il s'agit là d'une « œuvre d’art totale », de style Art déco.
- Le 1er prix du concours pour la décoration intérieure fut remporté par le peintre fribourgeois Willy Jordan, qui fut chargé de la création et de l'exécution de la polychromie générale: le chœur, la nef, les plafonds et la galerie de l'orgue. La chaire et le chœur en mosaïque furent réalisés par Willy Jordan, selon ses dessins et cartons, avec les verriers Salviati de Venise.

- Les vitraux de la tribune et du vestibule (1936), par Alexandre Cingria, sont constitués de petits morceaux de dalles de verre assemblés par du ciment, selon un procédé mis au point par le verrier parisien Albert Gaudin.

- Les vitraux de la nef centrale, également de Cingria, sont réalisés selon la méthode traditionnelle, au plomb. Ils illustrent, sur le côté nord, quatre femmes exemplaires : sainte Monique, sainte Thérèse de l'Enfant-Jésus, sainte Catherine d'Alexandrie et la Vierge Marie. Sur le côté sud, cinq hommes réputés également pour leurs vertus : saint Antoine ermite, saint François de Sales, saint Louis de Gonzague, saint Nicolas de Myre et saint Joseph. (Verriers Kirsch & Fleckner) [4].

### Château d’En Haut
Rebâti en 1629 par la Famille Mayor de Lutry. Occupé, dès la fin du XIXe siècle, par une école ménagère tenue par des ursulines (Sainte-Marie, 1891-1977) puis monastère Notre-Dame de Fatima (cisterciens vietnamiens) depuis 1979.

### Château d’en bas
Édifice daté 1577. Entrée sur le grand côté sud-ouest avec encadrement aux armes de Jean-Antoine de Montenach (1634-1682), bailli de Romont en 1668-1673, et de son épouse Madeleine Ursule d’Affry. Propriété de la famille de Montenach, qui le restaure au troisième quart du XVIIe siècle.

## Personnalités liées à Orsonnens
- Pierre Hemmer, chef d'entreprise spécialiste d'Internet, a vécu à Orsonnens; il était fils de François Hemmer, régent d'Orsonnens.